# Császári hadsereg
A császári hadsereg (németül: Kaiserliche Armee, latinul: exercitus imperatoris), máskor császári csapatok (németül: Kaiserliche Truppen), röviden császáriak (németül: Kaiserliche), 1745-től római császári-királyi (németül: römisch-kaiserlich-königlich), vagy röviden császári-királyi (németül: kaiserlich-königlich), a mindenkori német-római császár katonáit tömörítő haderő a kora újkorban. A császári csapatok (Kaiserlichen) szinte mindig az „Ausztria-házból” származó Habsburg-házi császárok alárendeltségébe tartoztak, elsőként III. Frigyes német-római császár uralkodása alatt, a császár személyéhez köthetőek, ezért a 18. században rendre „osztrákként” emlegették őket, bár a csapatokat nem csak az Osztrák Főhercegség (Erzherzogtum Österreich) tartományaiból, hanem az egész Német-római Birodalomból toborozták.
A császári hadsereget meg kell különböztetni az úgynevezett birodalmi hadseregtől (németül: Reichsarmee, Reichsheer, vagy Reichsarmatur, latinul: exercitus imperii), amelyet csak a Reichstag beleegyezésével lehetett toborozni és hadműveletekben bevetni, a Német-római Birodalom tíz körzetéből (Reichskreis). A birodalmi hadsereg részben ellensúlyozta a császár hadseregét, részben pedig kiegészítette, külszolgálat esetén.
A német-római császár hadserege számos hadjáratban vett részt fennállásának közel négyszáz éve alatt, melyek közül kiemelkedik a tizenöt, majd a harmincéves háború, a Habsburg–török háború, a pfalzi, a spanyol, a lengyel és az osztrák örökösödési háború. Részt vettek a Svéd Királyság elleni koalíciós háborúkban (1655–1660, 1674–1679), a Szent Liga háborújában, a Habsburg–török háborúban és az orosz–osztrák–török háborúban is. A több átszervezésen átesett haderő végül a napóleoni háborúk idején, a harmadik koalíciós háborúban, az 1805 decemberi austerlitz-i csatában szenvedett olyan mértékű vereséget, mely hatására maga II. Ferenc német-római császár is lemondásra kényszerült 1806 augusztusában, mellyel birodalma és hadereje is megszűnt létezni.
Az új haderő az újjászerveződő Ausztria (Kaisertum Österreich) császári-királyi hadserege lett (németül: Kaiserlich-Königliche Armee), amely a napóleoni La Grande Armée hadtest-alapszervezetén és új gyalogharcászati eljárásokon alapult. Ez az új haderő jelentős szerepet vállalt Napóleon császárságának megdöntésében, majd az 1848–1849-es magyar szabadságharc leverésén át az 1867-es osztrák–magyar kiegyezésig és az Osztrák–Magyar Monarchia (k. u. k.) haderejének létrejöttéig látta el az osztrák császár birodalmának fegyveres védelmét.
A császári hadsereg egyenruházatának egységesítéséig ezredeinek nem voltak egységes ezredzászlói és ezredszimbólumai. Minden alakulat saját, egyedi kialakítású zászlót és szimbólumokat vitt magával a felvonulási területekre.

## Története
A korai újkorban a császári hadsereg bevetésre került csaknem az összes Birodalmat érintő konfliktusban.
Az első Habsburg–török háború (1529–33)Első jelentősebb összetűzésbe az Oszmán Birodalom seregeivel kerültek szembe, amikor Szulejmán szultán hadat üzent a Habsburg Birodalomnak (a Német-római Birodalom egyik körzetének) és I. Ferdinánd császár Magyar Királyságának.
A második Habsburg–török háború (1540–47)
A harmadik Habsburg–török háború (1550–58)
A negyedik Habsburg–török háború (1560–64)
Az ötödik Habsburg–török háború (1566–1568)
A tizenöt éves, vagy hosszú háború (1591/93–1606)
A harmincéves háború (1618–1648)
A második északi háború (1655–1660)
A Habsburg–török háború (1663–1664)
A harmadik északi háború (1674–1679)
A pfalzi örökösödési, vagy kilencéves háború (1688–1697)
A Szent Liga háborúja (1683–1699)
A spanyol örökösödési háború (1701–1714)
A Habsburg–török háború (1716–1718)
A lengyel örökösödési háború (1732–1738)
Orosz–osztrák–török háború (1735–1737–1739)
Az osztrák örökösödési háború (1740–1748)
A hétéves háború (1756–1763)
A Habsburg–török háború (1788–1791)
Az első koalíciós háború (1792–1797)
A második koalíciós háború (1799–1802)
A harmadik koalíciós háború (1805)

## Szervezeti felépítése
ParancsnokaiA császári csapatok összesen tizenhat német-római császár parancsnoksága alá tartoztak.
Vezérkari főnökök

## Alakulatai és fegyverzetük

### Lovasság
Nehézlovasság
Középnehéz lovasság
Könnyűlovasság

### Tüzérség
Ágyúk
Tarackok
Mozsarak

## Fordítás
- Ez a szócikk részben vagy egészben  a   Kaiserliche Armee (HRR) című német Wikipédia-szócikk ezen változatának fordításán alapul.  Az eredeti cikk szerkesztőit annak laptörténete sorolja fel. Ez a jelzés csupán a megfogalmazás eredetét és a szerzői jogokat jelzi, nem szolgál a cikkben szereplő információk forrásmegjelöléseként.
- Ez a szócikk részben vagy egészben  a   Reichsarmee című német Wikipédia-szócikk ezen változatának fordításán alapul.  Az eredeti cikk szerkesztőit annak laptörténete sorolja fel. Ez a jelzés csupán a megfogalmazás eredetét és a szerzői jogokat jelzi, nem szolgál a cikkben szereplő információk forrásmegjelöléseként.